# Linia kolejowa Oschatz – Röderau
Linia kolejowa Oschatz–Röderau – linia kolejowa w Niemczech, w kraju związkowym Saksonia. Została zbudowana ze względów militarnych. Biegnie od Oschatz do Röderau.